# Sphingonaepiopsis pumilio
Sphingonaepiopsis pumilio là một loài bướm đêm thuộc họ Sphingidae. Loài này có ở Uttar Pradesh ở Ấn Độ, phía đông qua Nepal, Bangladesh và Myanmar đến Trung Quốc (cho đến tận phía bắc tỉnh An Huy), phía nam đến bán đảo Mã Lai qua Việt Nam và Thái Lan.
Sải cánh dài 27–31 mm.
Ấu trùng được ghi nhận trên Galium gracile, Oldenlandia và Hedyotis uncinella.